# 范迪
范迪（？—？），南阳人（今河南省淅川县李官桥镇）人，順陽范氏第十二代。北周其間曾任中書黃門侍郎、尚書右丞、散騎常侍。有十本著作。在東晉時期曾任安北將軍之范汪之八世孫。其父范胥為南朝齊國子博士、鄱陽內史。有一弟范遹為中衞、東平王長史。范遹文采比范迪差，但經學比范迪好。另有一子范裒。

## 參看
- 順陽范氏